# Kościół św. Wojciecha w Glinianach
Kościół świętego Wojciecha – rzymskokatolicki kościół parafialny należący do dekanatu Ożarów diecezji sandomierskiej.

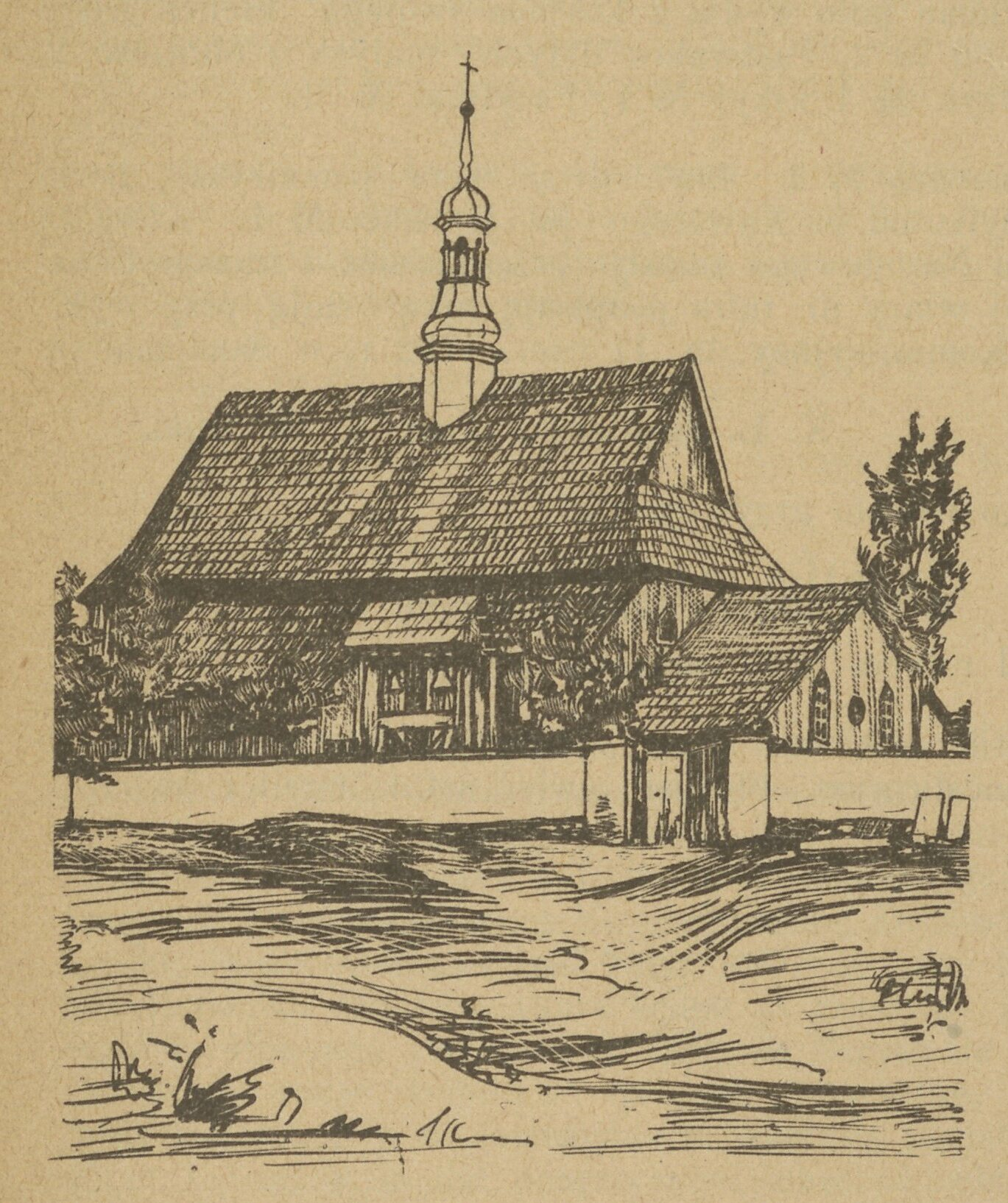
Kościół przed 1907

Jest to świątynia wybudowana pod koniec XVII wieku. W końcu XVI i XVII wieku była zamieniona na zbór. Na przełomie XVIII i XIX wieku została przebudowana. W 1843 roku była restaurowana. W 1903 roku została rozbudowana o kruchtę z przodu nawy. W 1980 roku była remontowana.
Budowla jest drewniana i posiada konstrukcję zrębową. Kościół jest orientowany, do jego budowy użyto drewna sosnowego. Posiada prezbiterium mniejsze od nawy, zamknięte trójbocznie, z boku znajduje się zakrystia. Z przodu nawy znajduje się kruchta. Świątynia nakryta jest dachem jednokalenicowym, złożonym z gontów, na dachu jest umieszczona wieżyczka na sygnaturkę. Jest ona zwieńczona blaszanym hełmem z latarnią. Wnętrze nakrywa pozorne sklepienie kolebkowe. Chór muzyczny jest podparty czterema słupami z prostą linią parapetu. Ołtarz główny został zbudowany w stylu renesansowym, a dwa ołtarze boczne zostały zbudowane w stylu barokowym w połowie XVIII wieku. Ambona reprezentuje styl barokowy i pochodzi z 1 połowy XVIII wieku. Chrzcielnica jest zbudowana z drewna i nosi cechy stylu barokowego. Trzy konfesjonały pochodzą z XVIII wieku.